# موتور سه‌سیلندر خطی

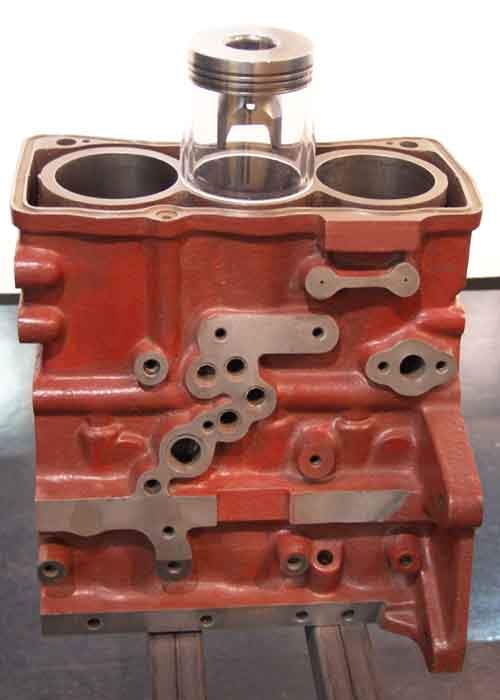
تصویر بلوک یک موتور سه‌سیلندر خطی

تصویر متحرک از یک موتور سه‌سیلندر خطی

موتور سه سیلندر خطی (انگلیسی: Straight-three engine که به‌طور خلاصه‌تر ال۳ یا آی۳ هم نامیده می‌شود) یک گونه موتور درون‌سوز است که دارای سه سیلندر می‌باشد که در کنار هم به‌شکل خطی قرار گرفته‌اند.
موتورهای سه‌سیلندر که کمتر از چهارسیلندرها رایج هستند، در موتورسیکلت‌ها، اتومبیل‌ها و ماشین‌های کشاورزی مختلف استفاده می‌شوند.
موتورهای سه‌سیلندر راهکاری نوین برای سازندگان خودروها است که به دنبال خودروهای کم‌مصرف و پربازده هستند. موتور سه‌سیلندر باوجود حجم کمتر نسبت به موتورهای چهارسیلندر اما درصورت نصب توربوشارژ، قدرتی برابر با یک موتور چهارسیلندر تنفس طبیعی پیدا می‌کند.

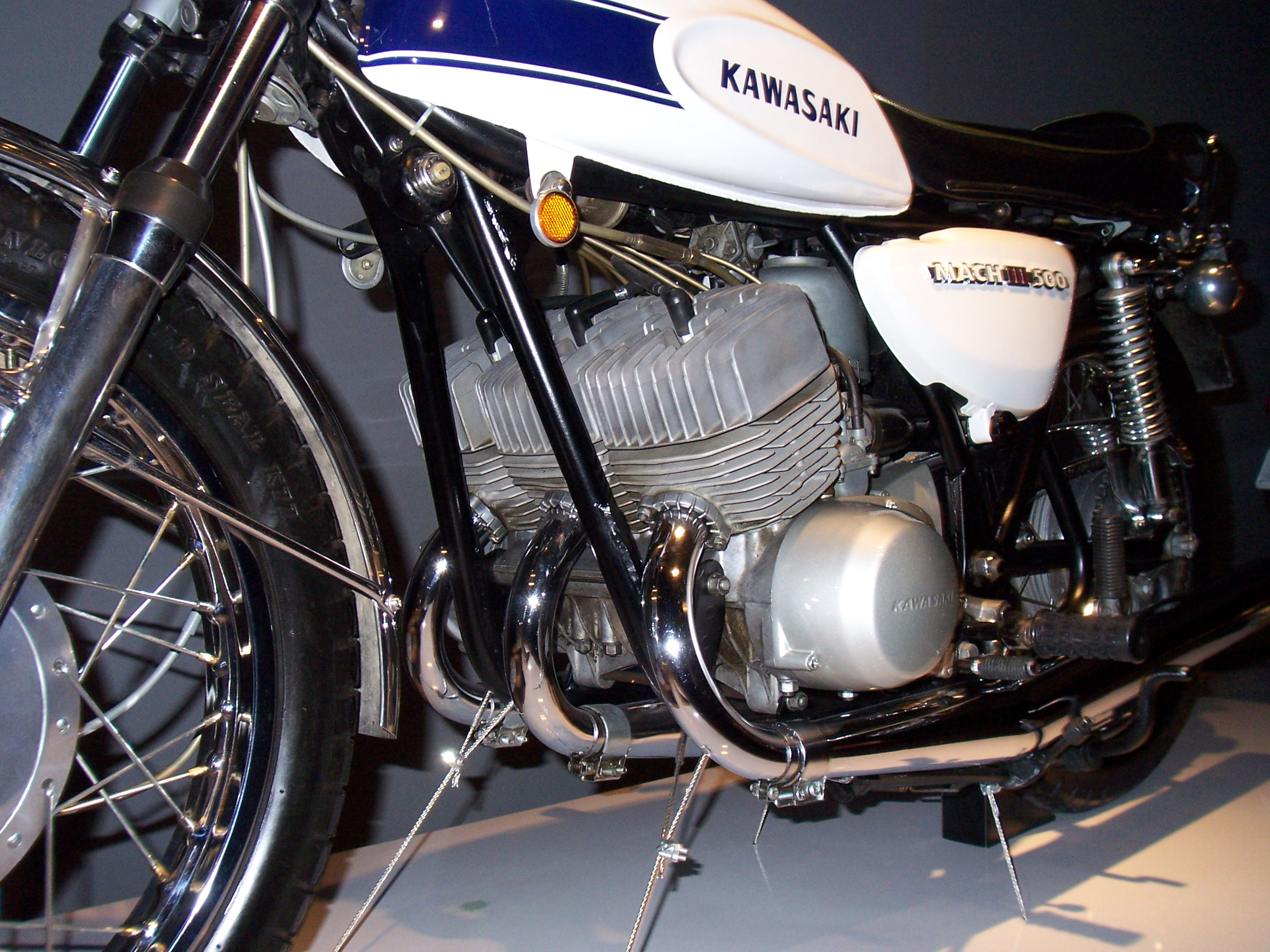
تصویر انجین کاوازاکی ماخ ۳ مدل ۱۹۶۹

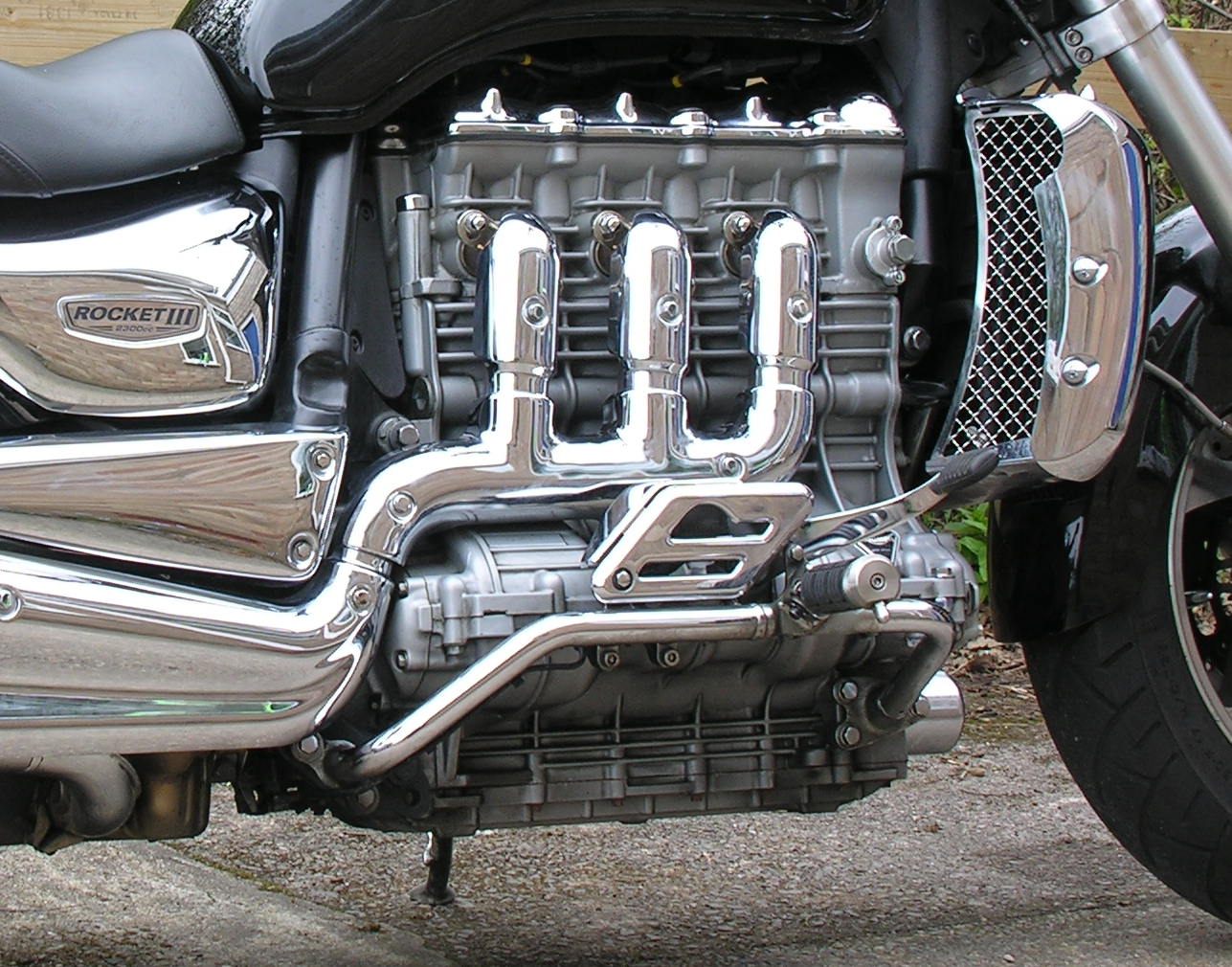
تصویر انجین سه‌سیلندر تریومف راکت ۳ مدل ۲۰۰۴